# Pijlooievaar

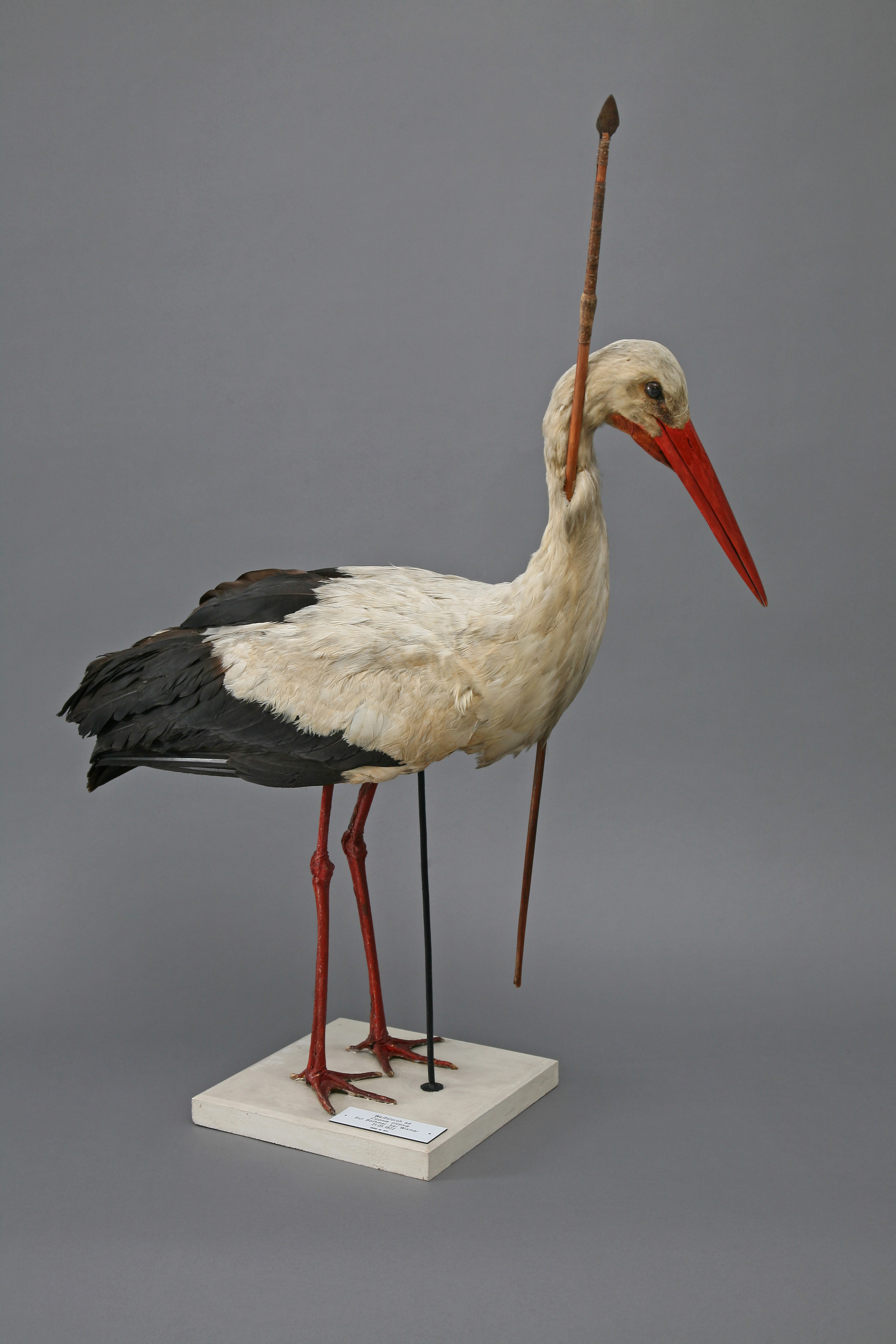
De Rostocker pijlooievaar, gevonden in 1822, toonde aan dat vogels migreerden in plaats van een winterslaap hielden of van vorm veranderden.

De naam pijlooievaar is een benaming die gegeven wordt aan ooievaars die tijdens hun reis naar Afrika geraakt werden door een pijl en terugkwamen naar Europa met deze pijl in hun lichaam. Er zijn ongeveer 25 pijlooievaars bekend.
De eerste en meest bekende pijlooievaar werd in 1822 in de Duitse plaats Klütz gevonden. Het dier had een pijl afkomstig uit Centraal-Afrika door zijn hals. De ooievaar werd opgezet, en is te bezichtigen in de Universiteit van Rostock. Daarom wordt hij de Rostocker pijlooievaar genoemd. 
Deze pijlooievaars waren cruciaal in het begrijpen van de migratie van Europese vogels. Voordat dit fenomeen begrepen werd had men moeite met uitleggen waarom dieren als de ooievaar en de boerenzwaluw plotseling verdwenen. Voorheen suggereerde de zoölogen in deze tijd dat deze vogels in muizen veranderden of een winterslaap onderwater hielden. De Rostocker pijlooievaar bewees dat vogels migreerden om te overwinteren buiten Europa.